# Yeji (Ghana)
Yeji ist eine Stadt in der Bono East Region in Ghana mit knapp 19.000 Einwohnern (Stand 2000).
Ursprünglich lag die alte Siedlung weiter im Osten nahe der ehemaligen Mündung des Pru, musste jedoch aufgrund des ansteigenden Wassers als Folge des durch den Akosombo-Staudamm gestauten Volta-Sees verlegt werden. Heute ist Yeji einer der Binnenseehäfen am Volta-See und Anlaufpunkt für Handelswaren.
Mittlerweile nutzen einige Touristen Yeji als Zwischenstation nach Tamale oder verweilen in Yeji, wo sich wenige Wassersportmöglichkeiten bieten und aufgrund des Fischreichtums gute Aussichten beim Fischfang bestehen.

## Einwohnerentwicklung
Die folgende Übersicht zeigt die Einwohnerzahlen nach dem jeweiligen Gebietsstand seit der Volkszählung 1970.
| Jahr | Einwohner |
| ---- | --------- |
| 1970 | 5.485     |
| 1984 | 11.144    |
| 2000 | 18.593    |

## Verkehrsverbindungen
In Yeji halten die Fähren aus Akosombo im Süden und Buipe im Osten. Außerdem gibt es eine Schnellstraße Richtung Süden nach Ejura sowie Kwadjokrom. Es bestehen täglich eine planmäßige Busverbindung sowie einzelne Tro-Tro-Verbindungen nach Kumasi. Per Personenboot oder Autofähre gelangt man zum gegenüberliegenden Ufer des Volta-Sees, nach Makongo, von wo die Fahrt in den Norden Ghanas (z. B. nach Tamale) fortgesetzt werden kann.